# Cabira
Cabira (en llatí Cabira en grec antic Κάβειρα) era una ciutat del Pont, a uns 150 estadis al sud de Magnòpolis i a la base de les muntanyes del Pariadres al lloc on s'ajuntaven els rius Iris i Licos.
Mitridates VI Eupator va construir un palau a Cabira, on hi havia un molí d'aigua (ὑδραλέτης) i terrenys on hi guardava animals salvatges, terrenys de caça i mines. A menys de 200 estadis hi va construir la impressionant fortalesa de Kainon), on Mitridates hi guardava els seus tresors més valuosos.
Gneu Pompeu va ocupar la ciutat i es va endur els tresors de Kainon, que en temps d'Estrabó estaven dipositats al Capitoli de Roma. La vídua del rei Polemó del Pont, Pitodoris, va governar Cabira, Zelitis i Magnòpolis (la Magnopolita). Pompeu la va declarar ciutat i li va donar el nom de Diòspolis (Διόσπολις), que més tard Pitodoris va canviar-lo pel de Sebaste (Σεβαστή), que equival a Augusta, i la va engrandir utilitzant-la com la seva residència reial, mentre els seus esclaus i servents vivien a un poble proper de nom Armèria, sota les ordres del Gran Sacerdot. Mitridates es va estar a la ciutat un hivern mentre Lucul·le estava assetjant Amisos i Eupatòria (Magnòpolis), segons Apià. Més tard Lucul·le va ocupar la ciutat, diu Plutarc.
Estrabó esmenta Cabira però la seva situació és incerta, tot i que era nascut a Amisos, a la mateixa costa del Pont i devia conèixer la zona. L'única ciutat actual que podria ser, segons les indicacions d'Estrabó, és Niksar, a la riba dreta del Licos a uns 50 km de la seva unió amb el riu Iris, però que s'identifica amb Neocesarea, que Plini el vell menciona amb el nom de Sebastia o Sebastòpolis, però no és segur. No obstant, al no haver-hi més rastres de ciutats entre Niksar i la unió dels dos rius esmentats, cal pensar que Niksar és la ciutat que abans s'havia anomenat Kabeira/Cabira/Diòspolis/Sebaste.
Plini situa Sebaste al districte de Colopena a la Capadòcia. De Neocesarea no se sap gran cosa més que existia durant l'Imperi i alguns l'atribueixen al temps de Tiberi i altres a Neró, cap a l'any 64, quan el Pont Polemoníac es va convertir en província romana. Potser la Neocesarea que va substituir Sebaste o Neocesarea era la veïna Armèria. La ciutat sota el nom de Neocesarea va ser capital del Pont Polemoníac.
A la ciutat adoraven un déu anomenat Men Farnaces. Hi va néixer Gregori Taumaturg. El 314 s'hi va celebrar un concili. Amià Marcel·lí l'esmenta com la principal ciutat del Pont Polemoníac. Segons Paulus Diaconus la ciutat va ser destruïda per un terratrèmol.